# Solent Warriors
I Solent Warriors sono stati una squadra di football americano di Portsmouth, in Gran Bretagna. Fondati nel 1984 come Portsmouth Warriors, hanno disputato un Crown Bowl. Nel 1991 hanno chiuso dopo aver cambiato nome in Solent Warriors.

## Dettaglio stagioni

### Tornei

#### Tornei nazionali

##### Campionato

###### Tabella 1984
| Stagione | regular season | regular season | regular season | regular season | regular season | regular season | playoff | playoff | playoff | playoff | playoff | playoff   | playoff    |
|          | Vin            | Par            | Per            | Tot            | PF             | PS             | Vin     | Per     | Tot     | PF      | PS      | risultato | avversaria |
| -------- | -------------- | -------------- | -------------- | -------------- | -------------- | -------------- | ------- | ------- | ------- | ------- | ------- | --------- | ---------- |
| 1984     | 1              | 0              | 1              | 2              | ?              | ?              | -       | -       | -       | -       | -       | -         | -          |
| Totale   | 1              | 0              | 1              | 2              | ?              | ?              | -       | -       | -       | -       | -       |           |            |

Fonti: Enciclopedia del Football - A cura di Roberto Mezzetti

##### Budweiser League Premier Division
| Stagione | regular season | regular season | regular season | regular season | regular season | regular season | playoff | playoff | playoff | playoff | playoff | playoff   | playoff    |
|          | Vin            | Par            | Per            | Tot            | PF             | PS             | Vin     | Per     | Tot     | PF      | PS      | risultato | avversaria |
| -------- | -------------- | -------------- | -------------- | -------------- | -------------- | -------------- | ------- | ------- | ------- | ------- | ------- | --------- | ---------- |
| 1987     | 4              | 0              | 6              | 10             | 211            | 239            | -       | -       | -       | -       | -       | -         | -          |
| Totale   | 4              | 0              | 6              | 10             | 211            | 239            | -       | -       | -       | -       | -       |           |            |

Fonti: Enciclopedia del Football - A cura di Roberto Mezzetti